# Oscar Luigi Scalfaro
Oscar Luigi Scalfaro (AFI ['skalfaro]) (Novara, 1918 - Roma 2012) fou un polític italià, President de la República Italiana (1992-1999), membre del partit de la Democràcia Cristiana, (DC).

## Naixement i estudis
Va néixer el 9 de setembre del 1918, a Novara a la Regió Italiana del Piemont. Llicenciat en Dret per la Universitat Catòlica del Sagrat Cor de Milà, va accedir a la magistratura.

## Inicis i vida política
En finalitzar la Segona Guerra Mundial, el 1945, va afiliar-se a Acció Catòlica, que va ser integrat a Democràcia Cristiana. Va ser elegit diputat per aquest partit a l'assemblea constituent de 1946 i a l'assemblea Legislativa de 1948.
Va ser secretari i vicepresident del grup parlamentari de Democràcia Cristiana a la Cambra de Diputats i va ser vicepresident de la cambra (1975-1983).
Va ser nomenat Ministre de Transports i d'acció civil, en els governs de: Aldo Moro, Giovanni Leone, Mariano Rumor i Giulio Andreotti (1968-1972), també va ser Ministre d'Educació en el govern d'Andreotti (1972-1973, i Ministre de l'Interior (1983-1987).
El 24 d'abril de 1992, Scalfaro va ser elegit President de la Cambra de Diputats, i arran de la inesperada dimissió del President de la República Francesco Cossiga, va ser candidat de consens de les forces polítiques per a succeir-lo, va ser designat novè President de la República el 25 de maig de 1992.

## President de la República (1992-1999)
Scalfaro, situat en aquell moment a l'esquerra del DC, va mostrar-se un enemic inflexible de la corrupció política en l'època que van desenvolupar-se nombrosos processos judicials anti-corrupció. Va negar-se com a President de la República, a sancionar decrets per a limitar aquestes processos com desitjava el govern. Scalfaro no va vincular-se a cap partit polític al desaparèixer el Partit de la Democràcia Cristiana i va convertir-se en un referent polític per a la ciutadania Italiana.
Scalfaro va realitzar una visita a Etiòpia el 1997, a la que va demanar perdó per les atrocitats comeses per l'exèrcit italià quan va envair el país el 1935.
El 15 de maig de 1999, Scalfaro va dimitir alguns dies abans que acabés el seu mandat. Passant a ser expresident i senador vitalici.